# کندلا
کندلا (به انگلیسی: Kandla) یک منطقهٔ مسکونی در هند است که در بخش کوتچ واقع شده‌است. کندلا ۱۵٬۷۸۲ نفر جمعیت دارد و ۳ متر بالاتر از سطح دریا واقع شده‌است.